# Рауль (певец)
Рау́ль Фуэ́нтес Куэ́нка (англ. Raúl Fuentes Cuenca), более известный как Рау́ль (исп. Raúl; род. 9 февраля 1975) — испанский певец.

## Биография
В 2001 году со своим вторым альбомом «Haciendo Trampas» Рауль достиг первого места в испанском чарте. Альбом стал дважды платиновым по продажам. Песня с этого альбома «Prohibida», в клипе к которой снялась супермодель Лорена Берналь, была большим летним хитом — провела 5 недель на 1 месте в Испании в июне—июле.